# St. Gotthardt (Rohnstedt)

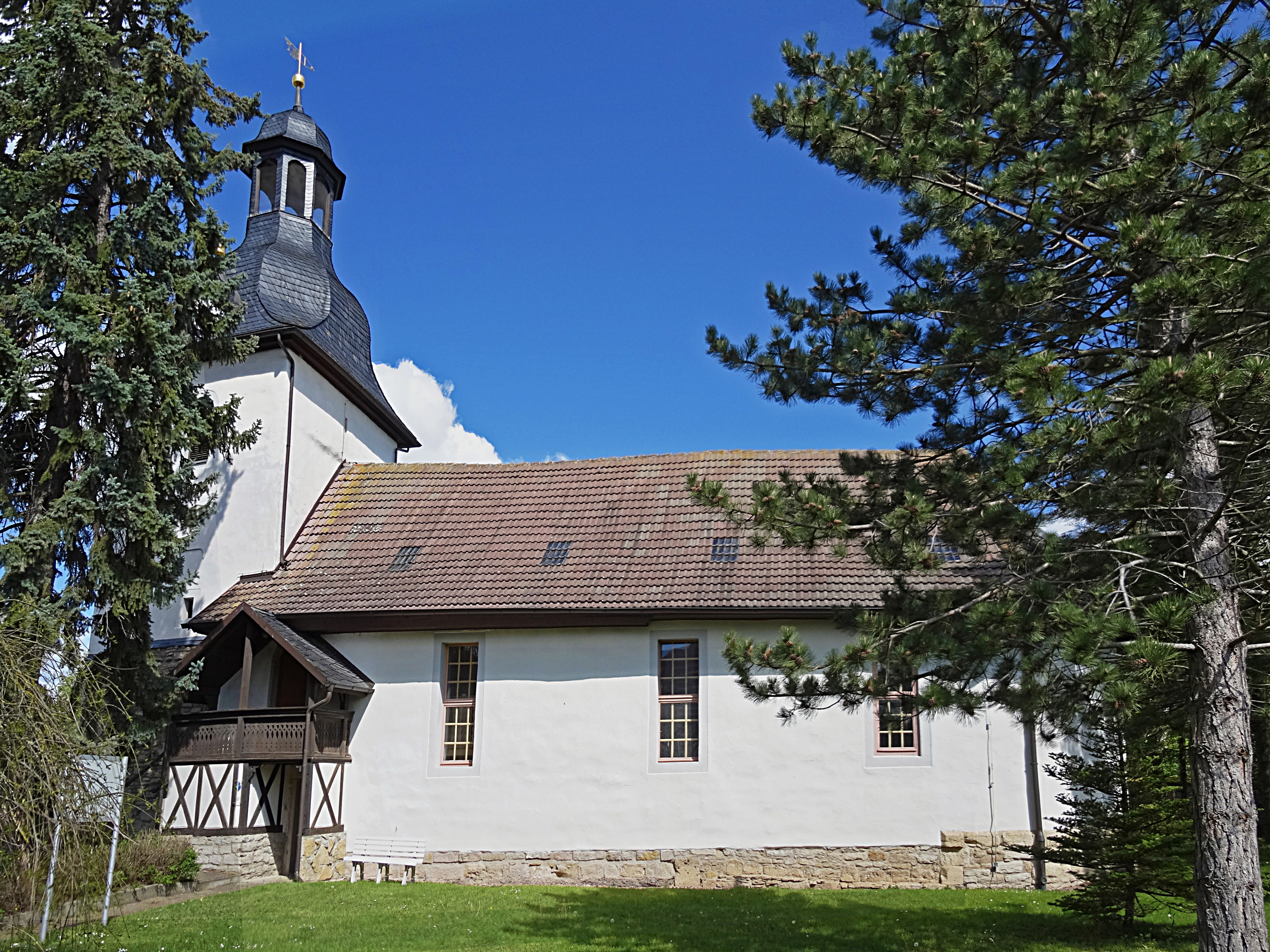
Kirche von Süden

Die evangelisch-lutherische St.-Gotthardt-Kirche Rohnstedt ist die barocke Saalkirche in Rohnstedt, einem Ortsteil der Stadt und Landgemeinde Greußen im Kyffhäuserkreis in Thüringen. Die im Kern gotische Dorfkirche wurde im Jahr 1693 unter Einbeziehung älterer Teile der abgängigen Vorgängerkirche errichtet, die dem heiligen Godehard (Gotthart) geweiht war. 1727 erfolgte die Fertigstellung des Westturms mit geschwungener Haube, die 1824 erneuert wurde. Das thüringische Kulturdenkmal prägt das Ortsbild.

## Geschichte

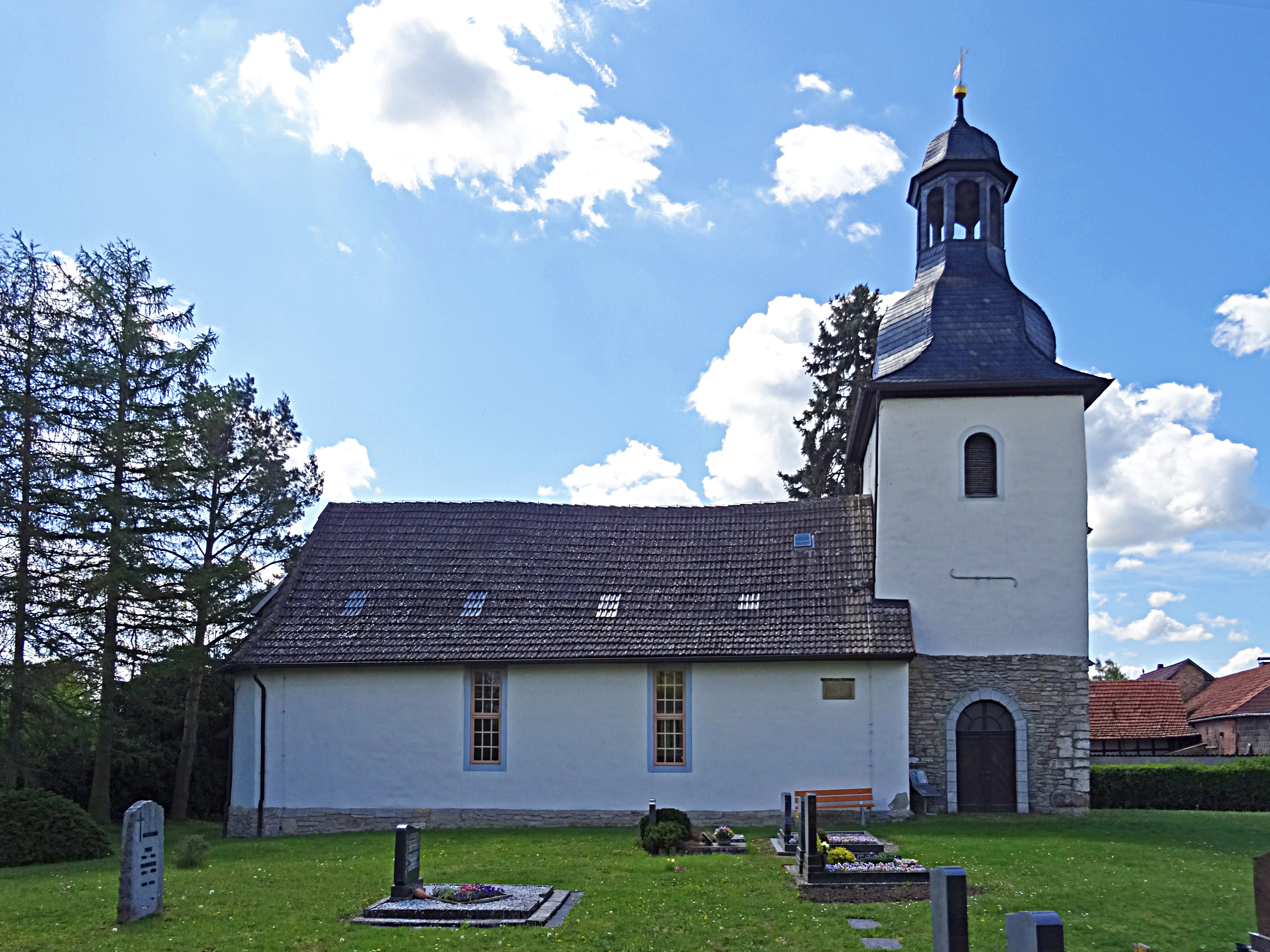
Kirche von Norden

Am 27. September 979 schenkte Kaiser Otto II. Besitzungen einschließlich „Ruohenstat“ (Rohnstedt) dem Stift Gandersheim. Kirchlich gehörte der Ort im 12. Jahrhundert zum Archidiakonat Jechaburg und verfügte über eine romanische Kapelle. Die mittelalterliche Vorgängerkirche war dem heiligen Godehard geweiht, dessen Patrozinium die Barockkirche übernahm. Mit Einführung der Reformation durch Günther XL. von Schwarzburg im Jahr 1539 wechselte Rohnstedt zum evangelischen Bekenntnis. Im Jahr 1543 war die Reformation fast vollständig abgeschlossen.
Von den 1570er Jahren bis 1873 war die Dorfkirche Wenigenehrich Filial der Mutterkirche Rohnstedt. Von 1646 bis 1649 war Wolferschwenda Filialort.
1693 wurde das Langschiff unter Verwendung älterer Bauteile und 1727 der Turm erneuert. Der Turm erhielt 1824 eine neue Haube und die Kirche eine Neueindeckung. 1837/38 erfolgte eine tiefgreifende Umgestaltung des Innenraums. Eine verwitterte Gedenktafel an der Nordseite erinnert an den Baumeister Weibezal aus Greußen. Die barocke Innenausstattung wurde 1837 im Stil des Biedermeier tiefgreifend umgestaltet. In diesem Zuge wurde der gotische Flügelaltar in einen Kanzelaltar umgewandelt.
Im Untergeschoss des Turms wurde 1951/52 die Leichenhalle eingebaut. Zu diesem Zweck wurde an der Nordseite ein großer Rundbogen eingebrochen, der mit einer Kalksteinumrahmung ausgestattet wurde. Am 18. August 1955 folgte die Neueindeckung der Kirche.
In den Jahren 1987 bis 1993 erfolgte unter Eigenbeteiligung der Dorfbewohner eine umfassende Sanierung der baufälligen Kirche. Das Saaldach wurde mit Betondachsteinen neu eingedeckt. Um Kosten zu sparen, reparierten Bergsteiger aus dem Thüringer Wald 1987/88 den Kirchturm und deckten ihn mit Preolitschindeln. Mit einem Knopffest am 29. Mai 1988 wurde die Erneuerung des Turmknopfs und der Windfahne feierlich begangen. 1988 wurden ein abgängiger Stützpfeiler entfernt und der westliche Teil der Südwand neu aufgeführt. Statt der ursprünglichen Holztonne erhielt der Innenraum eine Trapezholzdecke. 1989/90 folgte die Erneuerung von Fußboden, Gestühl und Fenster. Das westliche Drittel des Schiffes wurde abgetrennt und in einen Gemeinderaum umgebaut, infolgedessen die Westempore neu eingebaut und die Orgel umgesetzt. Der Kanzelaltar wurde auf seine ursprüngliche Form als Flügelaltar zurückgeführt, von späteren Farbschichten befreit und restauriert. Im Jahr 1990 erfolgte die Ausmalung des Innenraums, 1991/92 die Verputzung der Außenmauern. Den Abschluss der Baumaßnahmen bildete die Wiedereinweihung der Kirche mit Landesbischof Roland Hoffmann zur 300. Wiederkehr der Errichtung des Gebäudes im Jahr 1993. 2001 folgten die Sanierung der Turmhaube und von August bis November des Jahres die Neueinschieferung. Am 15. November 2001 wurde der Kugelknopf mit der neuen Wetterfahne aufgesetzt.

## Architektur

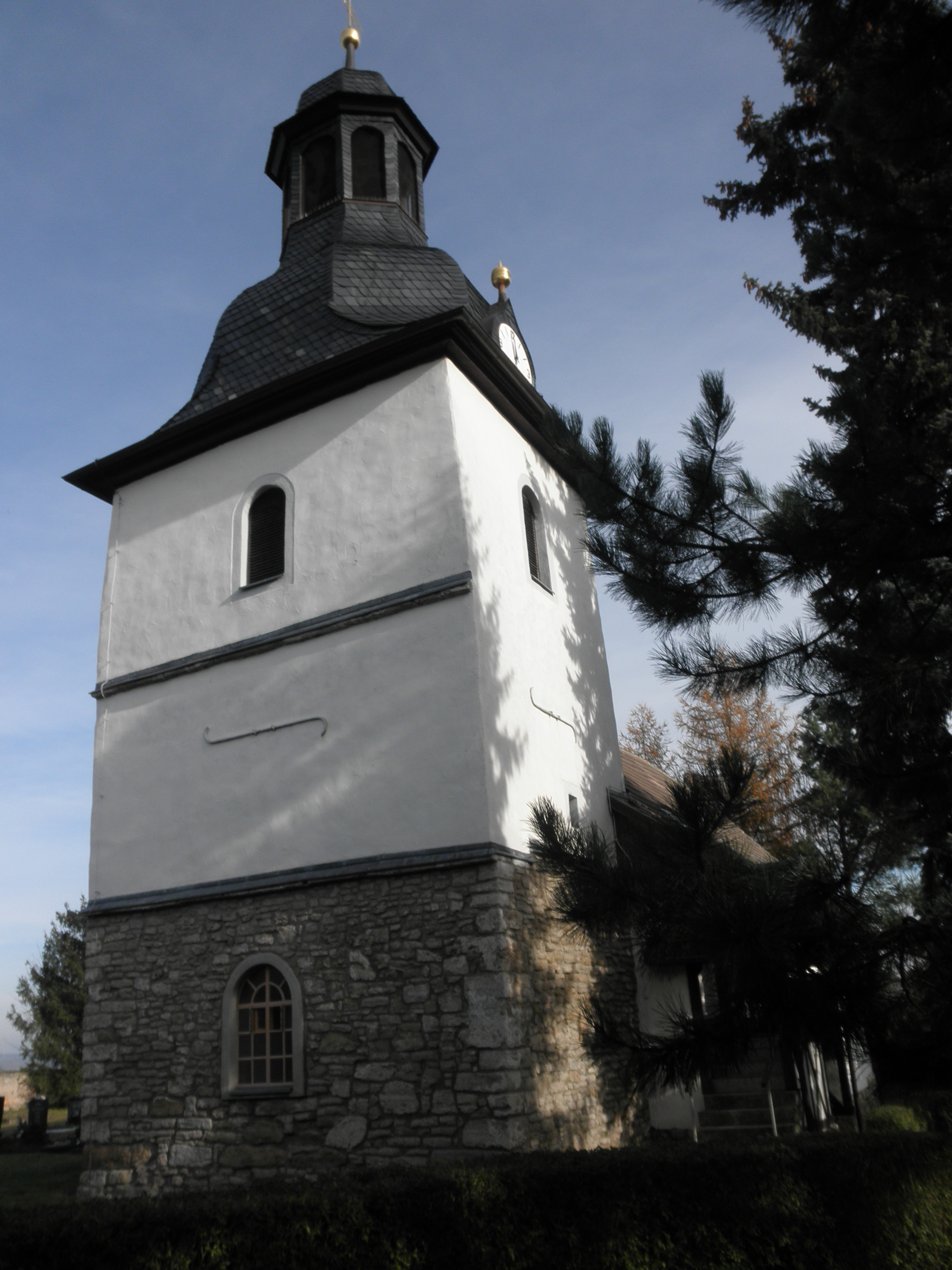
Westturm

Die geostete Kirche liegt am nordöstlichen Ortsrand inmitten des Kirchhofs, dessen umlaufende Einfriedung aus Kalksteinmauerwerk an der Südseite die angrenzenden Gebäude einbezieht. Die gotische Anlage des Vorgängerbaus ist im Wesentlichen erhalten, insbesondere der Chorabschluss. Die niedrige Saalkirche hat einen dreiseitigen Ostabschluss aus mittelalterlicher Zeit und einen eingezogenen Westturm.
Das weiß verputzte Langhaus erhebt sich über einem niedrigen Sockel aus unverputztem Bruchsteinmauerwerk aus Kalkstein. Der westliche Teil der Südwand ist neu aufgeführt. Eine ehemalige Fensternische in der Südwand weist auf die Einbeziehung eines alten Mauerrests vom Vorgängerbau hin. Auf dem Inschriftenstein an der Nordseite sind lediglich die ersten Worte erhalten: „Diese M[auer] wurde im Jahre / 1838 […]“. Nicht mehr lesbar ist der Name des Baumeisters Weibezal. An der Ostseite ist ein spitzbogiges Chorfenster eingelassen. Die drei Bahnen des Maßwerks im unteren Bereich enden in Dreipassen, während der Spitzbogen Fischblasen und farbiges Bleiglas aufweist. Das Schiff wird an der Nordseite durch zwei hohe rechteckige Fenster mit steinerner Laibung und an der Südseite durch drei Rechteckfenster belichtet und durch das Südportal erschlossen. Das Portal hat einen überdachten Vorbau aus Fachwerk mit Andreaskreuzen über einem Bruchsteinsockel.
Der querrechteckige Westturm bezieht ältere Teile ein. Er besteht aus einem aufgemauerten Schaft und einem verschieferten Helmaufbau. Das untere Drittel des Turms besteht aus Bruchsteinmauerwerk, in das im Norden und Süden großen Rundbogenportale und an der Westseite ein rundbogiges Fenster eingelassen sind. Die beiden weiß verputzten Obergeschosse werden nur an der Westseite durch ein Gurtgesims gegliedert. An den drei freistehenden Seiten des Mittelgeschosses sind kräftige Maueranker angebracht. Das Obergeschoss dient als Glockenstube und hat an den drei freistehenden Seiten rundbogige Schalllöcher, an der Ostseite ein Schlitzfenster. Der verschieferte, hölzerne Turmaufbau besteht aus einer geschwungenen Haube, über dem eine offene Laterne zur sechsseitigen welschen Haube vermittelt. An der Südseite des Turmhelms sind ein großes weißes Ziffernblatt der Turmuhr und eine vergoldete Spitze angebracht. Die Haube von 1824 wird von einem vergoldeten Turmknauf und einer 2001 erneuerten Wetterfahne bekrönt.

## Ausstattung

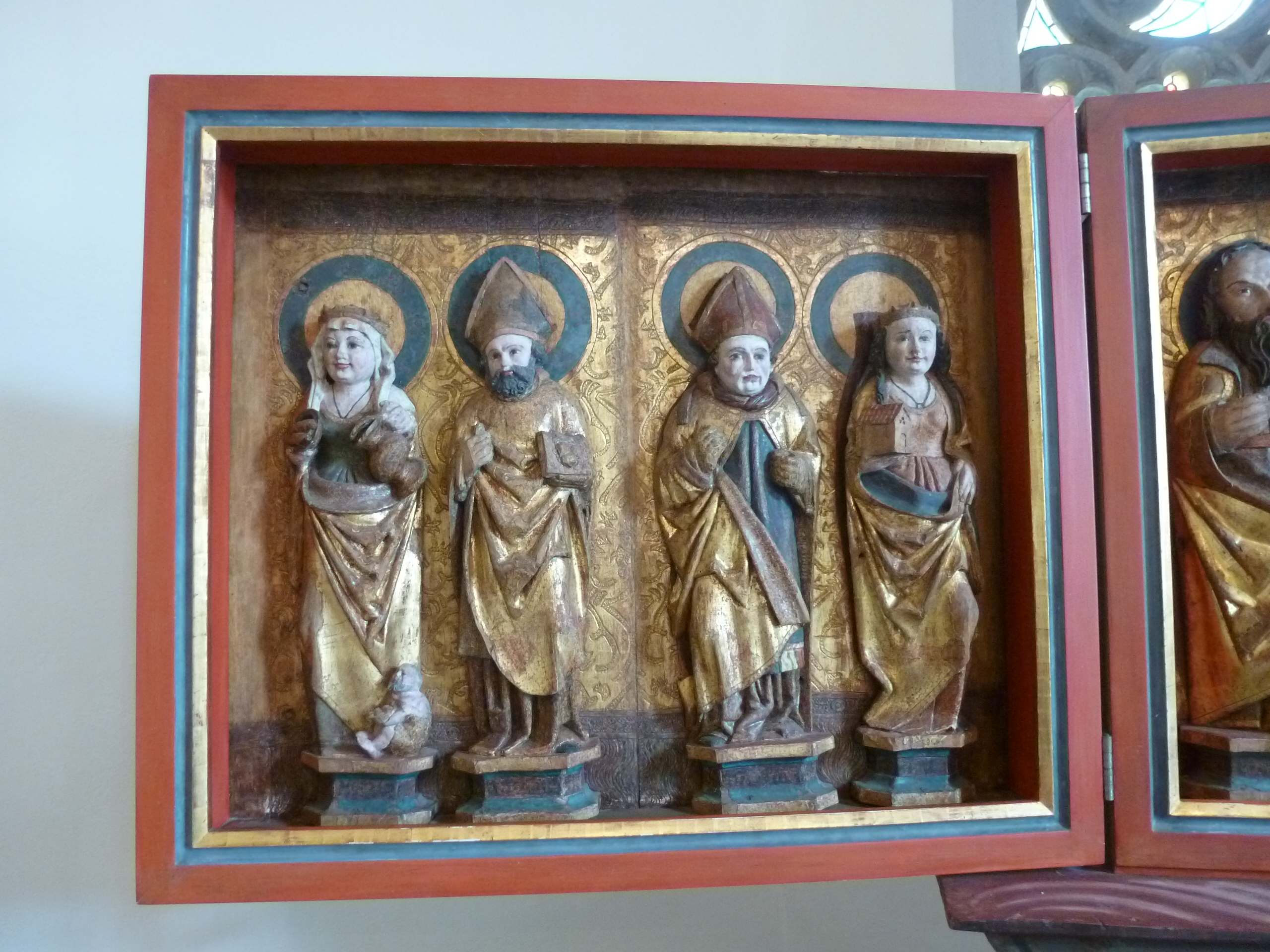
Linker Altarflügel: Elisabeth, Nikolaus, ein Bischof und Amalberga

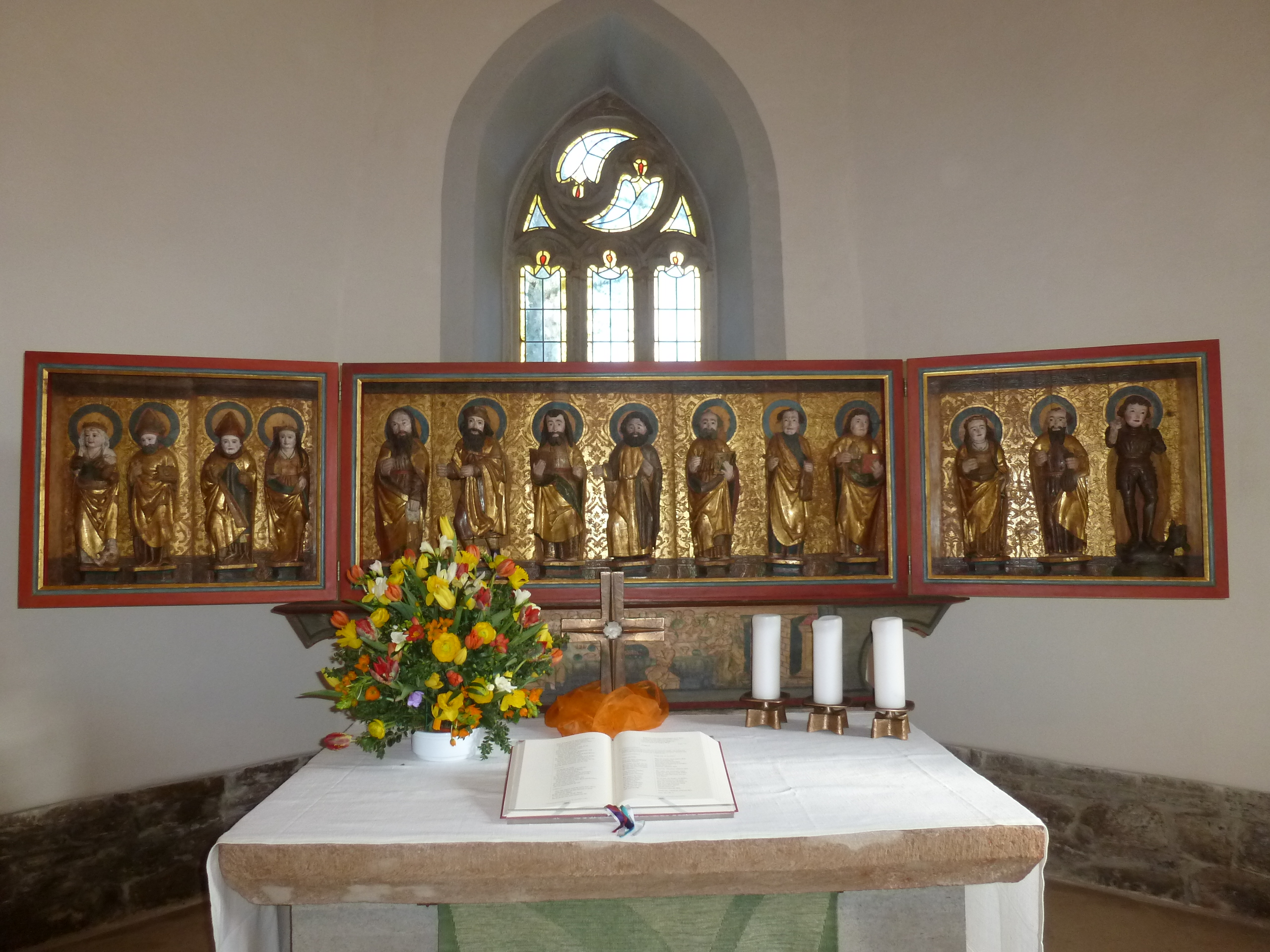
Gotischer Schnitzaltar

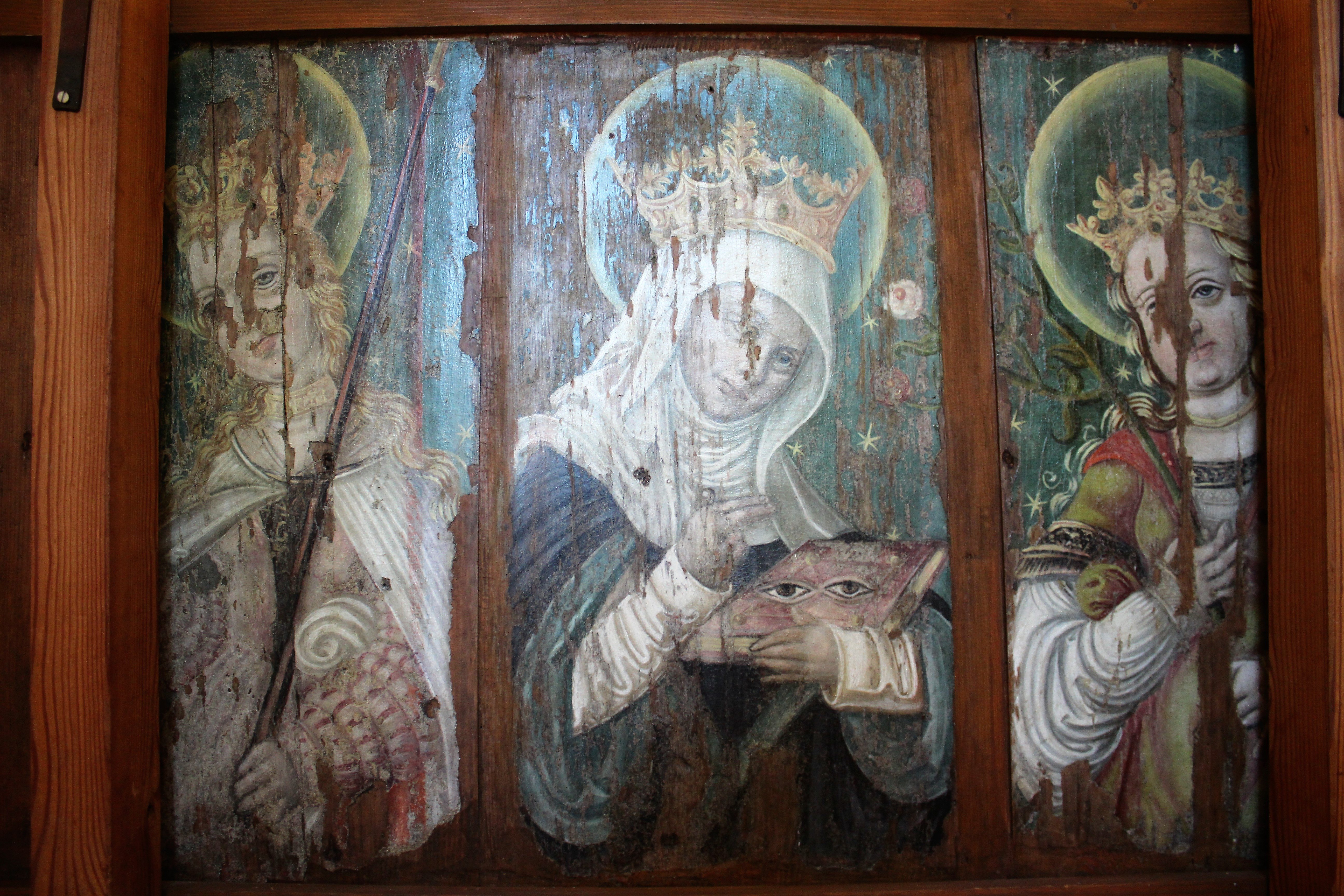
Weibliche Heilige auf der Altarrückseite, in der Mitte die hl. Ottilie

Der Innenraum wird von einer holzsichtigen Trapezdecke abgeschlossen. Darüber sind das alte Kehlbalkendach von 1838 und die Anlage der  alten Rundtonne erhalten. Der Altarbereich ist um eine Stufe erhöht.
Aus spätgotischer Zeit (16. Jahrhundert) stammt das achteckige Taufbecken in Pokalform über einem Sockel. Heute ist es im Eingangsbereich aufgestellt und fungiert als Opferstock. Das moderne Taufbecken ist dem alten nachempfunden, ebenfalls achteckig über einem achteckigen Fuß. Der aufgemauerte Altar wird von einer nach unten abgeschrägten Mensa aus rotem Sandstein abgeschlossen. Das hölzerne Lesepult (statt einer Kanzel) ist modern, ebenso das Taufbecken und das hölzerne Kirchengestühl, das einen Mittelgang freilässt. Das Vortragekreuz stammt aus dem 18. Jahrhundert.
Wertvollster Einrichtungsgegenstand ist der gotische Flügelaltar aus den 1510er Jahren in der rekonstruierten Form von 1989/90. Nicht erhalten sind die Schleierbretter und die Profilleisten. Die originale Predella wurde im 17. Jahrhundert neu gefasst und zeigt die Abendmahlsszene. Die Rückseite des Mittelschreins und die Außenseiten der Flügeltüren weisen beschädigte Tafelmalereien aus spätgotischer Zeit mit weiblichen Heiligen als Halbfiguren auf, darunter die heilige Ottilie. Die Innenseiten beherbergen 14 Schnitzfiguren, von denen aufgrund der entfernten Attribute nur einige sicher zu deuten sind. Sieben Figuren stehen im 1,60 Meter × 0,70 Meter großen Mittelfeld, von links nach rechts: Simon Zelotes, Jakobus der Ältere mit Hut, ein Heiliger mit Buch, Simon Petrus (?), ein Heiliger mit später ergänztem Buch und Palmwedel, ein Heiliger mit einem Beutelbuch und ein Heiliger mit Buch (Johannes?). Der linke Flügel zeigt vier Figuren: Elisabeth (Tuch mit Krone, Krug und Bettler), Nikolaus mit dem Bischofsstab und drei Klumpen auf dem Buch, einen Bischof mit Palmwedel und Amalberga. Auf dem rechten Flügel sind drei Figuren zu sehen, eine bekrönte Heilige ohne Attribut, ein Heiliger mit einem Beutel (Matthäus?) und rechts Georg mit dem Drachen.

## Orgel

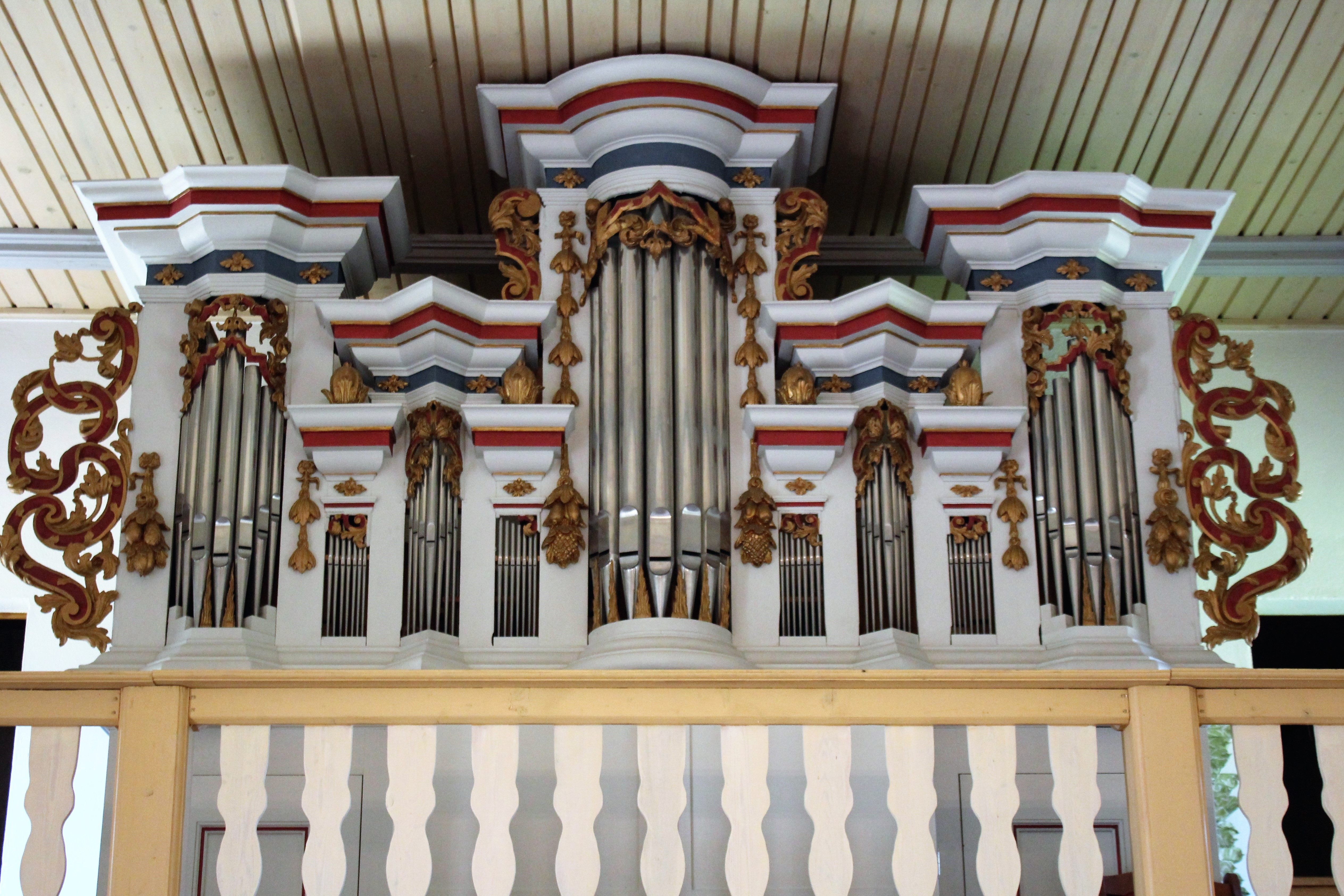
Orgel hinter dem historischen Prospekt von 1738

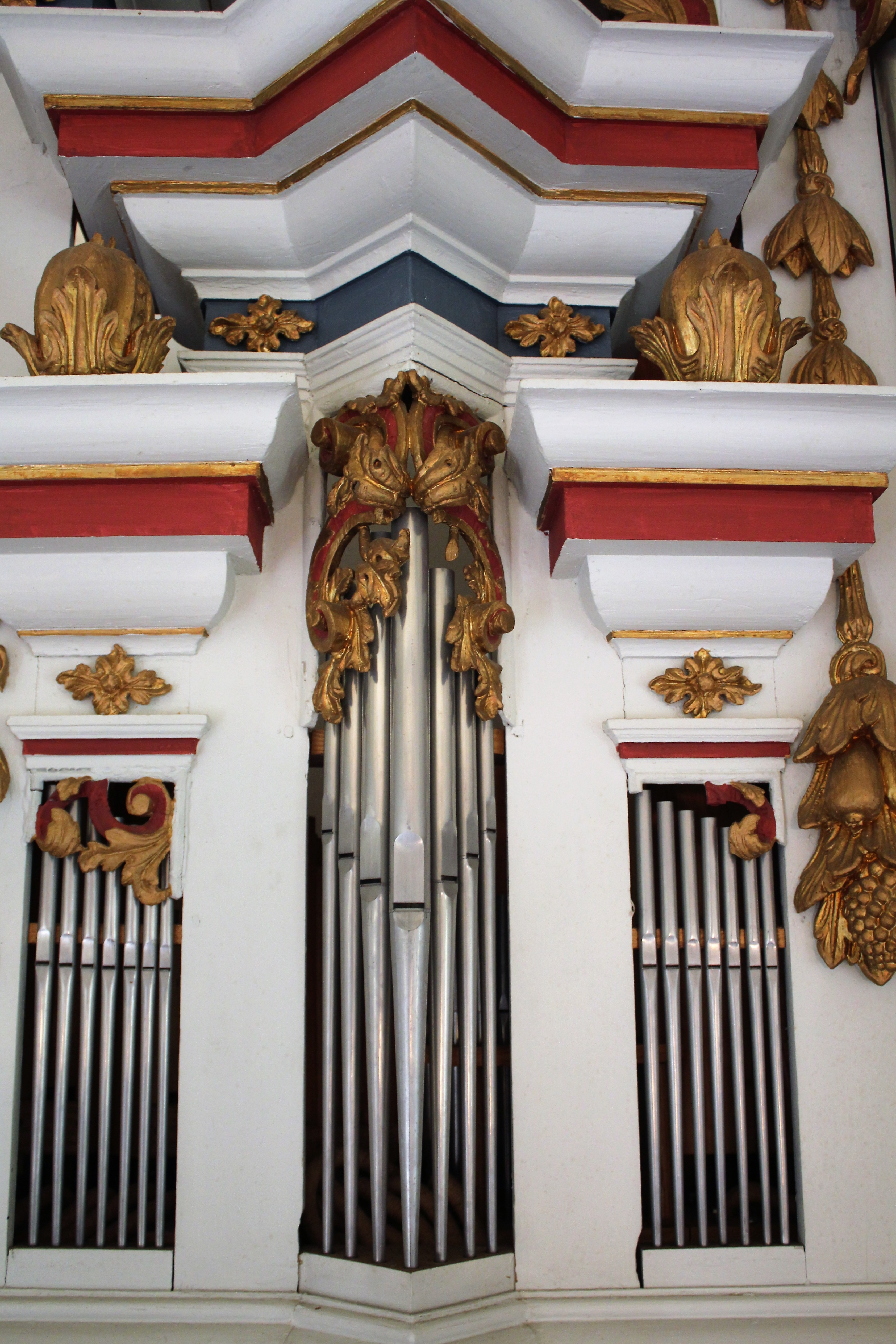
Profilierte Gesimse und vergoldetes Schleierwerk

Das spätbarocke Orgelgehäuse stammt aus dem Jahr 1738, als der Rohnstedter Orgelbauer Johann Nikolaus Steinmetz (1698–1774) ein Werk mit elf Registern und selbstständigem Pedal baute. Steinmetz erlernte zunächst das Tischlerhandwerk und stieg später in den Orgelbau ein. Vor 1738 baute er neue Orgeln im unweiten Gebesee und Haßleben. Für das Jahr 1877 ist in Rohnstedt eine Reparatur durch Julius Strobel nachgewiesen. Da das Innenwerk und die Pfeifen abgängig waren, baute die Firma Herbert Löbling aus Zimmernsupra (vormals Erfurt) im Jahr 1992 ein neues Werk ein; Windladen, Traktur und Spieltisch wurden vollständig erneuert. Das einmanualige Instrument basiert auf Vierfuß-Lage und verfügt über sieben Register. Der prächtige und ungewöhnlich breite Prospekt ist neunachsig gegliedert. In der Mitte erhebt sich ein überhöhter Rundturm, der bis zur Flachdecke reicht. Er wird an beiden Seiten von einem niedrigen Flachfeld, Spitzturm und wieder einem Flachfeld flankiert. Außen schließen sich polygonale Türme an, die mit seitlichem Schleierwerk verziert sind. Alle Pfeifenfelder haben oben Schleierwerk und werden durch reich verzierte Lisenen getrennt. Die Gesimskränze sind mehrfach profiliert. Die Disposition lautet seit 1992 wie folgt:
| I Hauptwerk C–g3 |       |
| Grobgedackt      | 8′    |
| Prinzipal        | 4′    |
| Rohrflöte        | 4′    |
| Oktave           | 2′    |
| Spitzquinte      | 1 ⁄3′ |
| Mixtur III       |       |

| Pedal C–f1 |     |
| Subbass    | 16′ |

- Koppeln: I/P

## Geläut

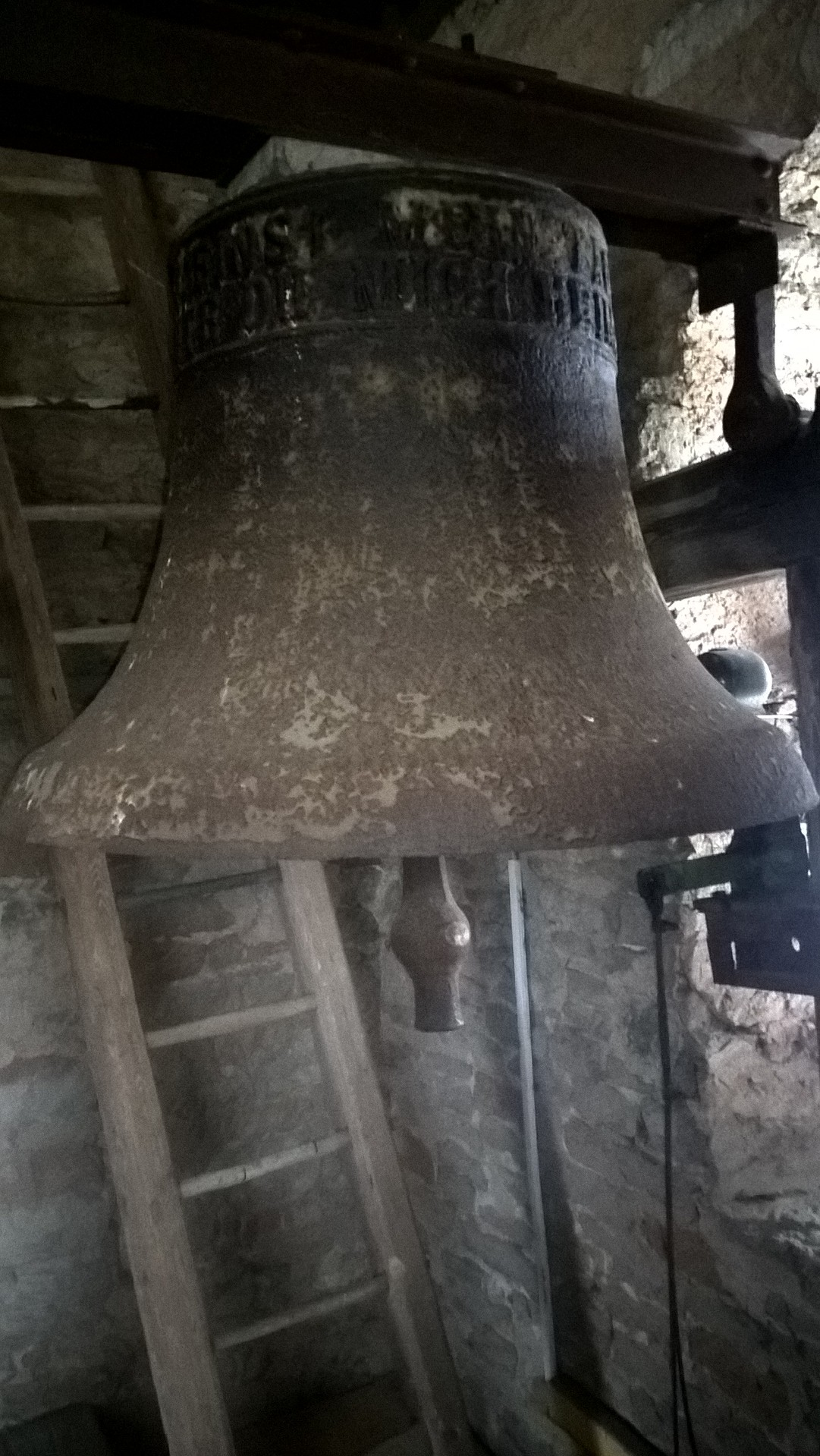
Kleine Glocke von 1920

Der neu errichtete Kirchturm erhielt 1739 eine große Bronzeglocken von Paul Hiob Hahn aus Gotha (Durchmesser: 0,87 Meter). 1850 und 1856 wurden zwei weitere Bronzeglocken von Gebr. Ulrich aus Apolda angeschafft (0,72 und 0,60 Meter Durchmesser) angeschafft. Alle drei wurden im Ersten Weltkrieg zu Rüstungszwecken abgeliefert und eingeschmolzen. An ihre Stelle traten 1920 als Ersatz drei Stahlgussglocken der Firma Schilling & Lattermann aus Apolda. Sie tragen folgende Inschriften: „Läute Glocke, läute Frieden“ (große Glocke), „Läute Ruhe in jedes Herz“ (mittlere Glocke), „Endet einst mein Tag hinieden, läute du mich heimatwärts“ (kleine Glocke).